# Колорадська школа Роккі Маунтін
Colorado Rocky Mountain School (CRMS), заснована в 1953 році — це спільна школа-інтернат і денна школа в Карбендейлі, штат Колорадо. У CRMS навчається приблизно 175 учнів 9-12 класів. У навчальній програмі акцент робиться на суворій академічній підготовці до коледжу, знайомстві з образотворчим та виконавським мистецтвом, навчальному досвіді в дикій природі, бригадах з обслуговування кампусу та обов'язкових заняттях легкою атлетикою. У 2020 році вебсайт шкільних оглядів Niche визнав Colorado Rocky Mountain School однією з найкращих шкіл-пансіонів Колорадо та найкращих середніх шкіл мистецтв.

## Історія
Колорадська школа Рокі Маунтін була заснована в 1953 році Джоном та Енн Холден, колишніми викладачами школи Путні у Вермонті. Школа була задумана як розвиток освітніх ідей Кармеліти Хінтон у школі Путні. Окрім Хінтон, Холдени значною мірою спиралися на ідеї Курта Гана та Джона Дьюї. Розташування школи в західному Колорадо сприяло експериментам, а також вимагало практичної адаптації ідей східних американських та європейських впливів.
Холдени змогли купити невелику ділянку землі, і школа розпочала свою діяльність у будинку на ранчо, який спочатку називався "Великий дім" (тепер перейменований на "Дім Холденів"). Швидко зіткнувшись з обмеженням простору будівлі, Холдени, разом з першими студентами та викладачами, побудували або відремонтували більшу частину класів та гуртожитків власноруч у перші роки заснування школи.
Сім'я Пабст подарувала школі сусіднє ранчо Бар Форк. Однією з визначних пам'яток на ранчо був велика стодола для сіна площею 100 футів, побудований у 1897 році. Сьогодні сарай слугує центром кампусу, де проводяться загальношкільні збори, театральні постановки, студентські музичні виступи та заходи для більшої громади міста. Бібліотека, музичні класи та головна комп'ютерна лабораторія також розміщені в будівлі. Сарай, разом з горою Сопріс, що на південь від Карбондейла, слугує символом школи, який включено до її логотипа.
У перші роки свого існування школа мала скромний успіх і започаткувала деякі проєкти, що виходили за рамки академічної програми. Серед них були сезонні походи в довколишні гори та пустелі, програма каякінгу, спортивні програми зі швидкісного спуску та бігових лиж, а також робочі бригади на території кампусу. Наприкінці 2005 року опікунська рада обрала викладача англійської мови та декана студентів Джеффа Ліхі новим директором школи.

## Видатні випускники
- Олівер Платт, актор
- Джош Томпсон, біатлоніст
- Конрад Анкер, американський скелелаз, альпініст і письменник
- Гейден Кеннеді, альпініст, американський скелелаз